# Oroszországból szeretettel
Az Oroszországból szeretettel (From Russia With Love) 1963-ban bemutatott brit akciófilm Terence Young rendezésében. A forgatókönyv Ian Fleming azonos című regénye alapján készült. Ez a második James Bond-film, amely Fleming művén alapszik. A kritikusok a legjobb James Bond filmnek kiáltották ki. John Barry, aki a korábbi film zenei hangolását felügyelte, ennek a filmnek már a teljes filmzenét jegyezi. Ő szerezte az akció-témát is, a 007-es "szignált", mely a Holdkeltéig különböző variációkban rendszeresen felhangzott a filmekben.

## Cselekmény
A film cselekménye Velencében kezdődik, ahol a Fantom hármas és ötös ügynöke előadják a tervet, hogy is lehet megszerezni a szovjetek kódfeltörő gépét, a Lektort. A tervhez a Fantom kiképző táborából Isztambulba vezényelnek egy kiváló bérgyilkost, Donald Grantet. Isztambulban pedig Tatjana Romanovát szervezik be, aki az isztambuli szovjet konzulátuson dolgozik. A terv szerint a nő egy angol titkos ügynök segítségével lopja el a dekódolót, ezáltal a Fantom nem keveredik közvetlenül bele. Ők már "csak" a kémtől, James Bondtól lopnák el.

## Szereplők
| Szereplő | Színész            | Magyar hang       |
| --- | ------------------ | ----------------- |
| James Bond (007)                                                                                             | Sean Connery       | Vass Gábor        |
| Tatjana Romanova                                                                                             | Daniela Bianchi    | Kovács Nóra       |
| Ali Kerim Bey                                                                                                | Pedro Armendáriz   | Papp János        |
| Rosa Klebb ezredes                                                                                           | Lotte Lenya        | Halász Aranka     |
| M | Bernard Lee        | Makay Sándor      |
| Q (Boothroyd őrnagy)                                                                                         | Desmond Llewelyn   | Kiss Gábor        |
| Donald 'Red' Grant                                                                                           | Robert Shaw        | Koroknay Géza     |
| Sylvia Trench                                                                                                | Eunice Gayson      | Prókai Annamária  |
| Morzeny | Walter Gotell      | Horányi László    |
| Miss Moneypenny                                                                                              | Lois Maxwell       | Vennes Emmy       |
| Kronsteen | Vladek Sheybal     | Balázsi Gyula     |
| Kerim sofőrje                                                                                                | Neville Jason      | F. Nagy Zoltán    |
| Nő a csónakban                                                                                               | Elizabeth Counsell | Vadász Bea        |
| Ernst Stavro Blofeld (Fantom) (hang)                                                                         | Eric Pohlmann      | Pusztai Péter     |
| Vavra, a cigányvajda                                                                                         | Francis De Wolff   | (eredeti nyelven) |
| Vida | Aliza Gur          | (eredeti nyelven) |
| Zora | Martine Beswick    | (eredeti nyelven) |
| Cigány hastáncoslány                                                                                         | Lisa Guiraut       | (eredeti nyelven) |
| Krilencu | Fred Haggerty      | (eredeti nyelven) |
| Benz | Peter Bayliss      | (eredeti nyelven) |
| További magyar hangok                                                                                        |                    |                   |
| Csík Csaba Krisztián, Csuha Lajos, Kapácsy Miklós, Kárpáti Levente, Lázár Sándor, Pálfai Péter, Pethes Csaba |                    |                   |

## Filmzene
1. "James Bond téma"
2. "Tania Meets Klebb"
3. "Meeting in St. Sophia"
4. "The Golden Horn" *
5. "Girl Trouble"
6. "Bond Meets Tania"
7. "007"
8. "Gypsy Camp"
9. "Death of Grant"
10. "From Russia with Love" – Matt Monro
11. "Spectre Island"
12. "Guitar Lament" *
13. "Man Overboard/SMERSH in Action"
14. "James Bond with Bongos"
15. "Stalking"
16. "Leila Dances" *
17. "Death of Kerim"
18. "007 Takes the Lektor"

## Érdekesség
A film közismert plakátján a főszereplő Connery egy Walther LP-53 pisztolyt markol, amit sem ebben, sem semelyik másik Bond-filmben nem használt soha, annál is inkább, mivel ez egy légpisztoly. Mikor ugyanis a film plakátjához képeket készítettek Conneryvel, nem volt a közelben egy Walther PPK sem (Bond hagyományos pisztolya), ezért Connery jobb híján a saját légpisztolyát vette elő ehhez, ami a kocsijában volt. A pisztoly később 439 000 dollárért kelt el egy árverésen.

## Díjak és jelölések
BAFTA-díj (1964)
- Díj a legjobb operatőr (színes film) kategóriában (Ted Moore)

Golden Globe-díj (1965)
- Jelölés a legjobb eredeti film betétdal kategóriában (John Barry, Lionel Bart, Monty Norman – From Russia With Love)